# Piriac-sur-Mer

Localització de Piriac-sur-Mer

Piriac-sur-Mer (en bretó  Penc'herieg) és un municipi francès, situat a la regió de país del Loira, al departament de Loira Atlàntic, que històricament ha format part de la Bretanya. L'any 2006 tenia 2.254 habitants. Limita amb els municipis de La Turballe i Mesquer.

## Demografia
| 1962                                       | 1968  | 1975  | 1982  | 1990  | 1999  |
| ------------------------------------------ | ----- | ----- | ----- | ----- | ----- |
| 1.127                                      | 1.134 | 1.110 | 1.263 | 1.442 | 1.898 |
| Des de 1962: població sense dobles comptes |       |       |       |       |       |

## Administració
| Període | Identitat            | Partit |
| ------- | -------------------- | ------ |
| 2001-   | Jean-Louis Delhumeau |        |